# Ferdinand Blumentritt
Ferdinand Blumentritt (Prága, 1853. szeptember 10. – Leitmeritz, 1913. szeptember 20.) szudétanémet nagypolgár, Fülöp-szigetekkel foglalkozó néprajzkutató, nyelvész és tanár, Virághalmi Ferenc unokaöccse volt. Szellemi tanítványa José Rizal.

## Élete
Ferdinand Blumentritt, a prágai Károly Egyetem földrajz-történelem szakának elvégzése után a leitmeritzi főreál tanára, majd 1900-tól haláláig annak igazgatója volt. Életét két cél irányította: egyik a 19. század második felében kibontakozó Fülöp-szigetek iránti érdeklődés, kutatás koordinálása, a másik pedig a leitmeritzi és a város vonzáskörzetébe tartozó szudétanémet polgárfiatalság hazafias nevelése. Címei, kitüntetései közül kiemelendő: a spanyol királyi udvar Katolikus Izabella rend lovagja, a madridi és a bécsi Geográfiai Társaság tagja, amszterdami, limai, tokiói és berlini társaságok, valamint a párizsi Indokína Akadémia tiszteletbeli tagja.

## Művei
Első komoly nyelvészeti munkája 1882-ben jelent meg „Vocabular einzelner Ausdrücke und Redensarten, welche dem Spanischen der philippinischen Inseln eigenthümlich sind” címmel. 1885-ben további kiegészítést jelentetett meg könyvéhez. A szótárszerkesztés után Blumentritt egy ősi nyelven íródott, spanyol ferencesek által használt katolikus katekizmust dolgozott át ilongota nyelvre, ami valamivel modernebbnek számított akkoriban. A többkötetes „Bibliotheca Philippina” -egy teljességre törekvő bibliográfia, amely tartalmazza a Fülöp-szigetekre vonatkozó összes nyelvészeti, földrajzi, néprajzi, történelmi és természettudományi tárgyú nyomtatványt és kéziratot. A „Petermann's Mittheilungen”-ben megjelent „Versuch einer Ethnographie der Philippinen” nemcsak néprajzi, hanem geográfiai szempontból is a térséggel foglalkozók alapvető kézikönyve, hasonlóan egyéb, például a „Die Goldfundstellen auf den Philippinen und ihre Ausbeutung” vagy a „Die Erdbeben des Juli 1880 auf den Philippinen” c. tanulmányaihoz. Érdekes, alapkutatásnak számító munkája a „Holländische Angriffe auf die Philippinen im XVI., XVII. und XVIII. Jahrhunderte”, vagy a „Die Chinesen auf den Philippinen”. Számos katonai témához is hozzászólt, például a „The Washington Sentinel”-ben 1900-ban.
- Alphabetisches Register der Reifeprüfungsvorschriften. Leitmeritz, 1909
- Alphabetisches Verzeichnis der gebräuchlichsten Aquarellfarben. Leitmeritz, 1910
- America and the Philippines (1900)
- Die Chinesen auf den Philippinen. Leitmeritz, 1879
- Diccionario mitologico de Filipinas. Madrid, 1895
- Einige Manuskripte aus dem 17. und 18. Jahrhundert. Leitmeritz, 1904
- Einiges über Juan Valera. Leitmeritz, 1894
- El noli me tangere de Rizal. Barcelona, 1889
- Die Erdbeben des Juli 1880 auf den Philippinen
- Die Goldfundstellen auf den Philippinen und ihre Ausbeutung
- Holländische Angriffe auf die Philippinen im 16., 17., und 18. Jahrhundert Leitmeritz, 1880
- Das Kaiserbild. Leitmeritz, 1899
- J.C.Labhart-Lutz. Ein Nachruf. Leitmeritz, 1889
- Die Philippinen. Eine übersichtliche Darstellung der ethnographischen und historischpolitischen Verhältnisse des Archipels. Hamburg, 1900
- Die Sprachgebiete Europas am Ausgange des Mittelalters, verglichen mit den Zuständen der Gegenwart. Prag, 1883
- Strömungen und Gezeiten an der Küste von Mindanao
- Der "Tratado Anonimo" über den Aufstand der Cumuneros gegen König Carl V. Leitmeritz, 1878
- Versuch einer Ethnographie der Philippinen. Gotha, 1882
- Vocabular einzelner Ausdrücke und Redensarten, welche dem Spanischen der philippinischen Inseln eigenthümlich sind. Leitmeritz, 1882-85
- Tanulmányai németül és angolul[8]

## Külső hivatkozások
- Harry Sichrovsky, Der Revolutionär von Leitmeritz (Wien, 1983)
- Harry Sichrovsky, F. Blumentritt: an Austrian Life for the Philippines (1987)
- Lea Blumentritt-Virághalmy, Egy szudétanémet nagypolgár európai és délkelet-ázsiai kapcsolathálója (Ferdinand Blumentritt 1853-1913) (Szentendre, 1999) /Rezümé a megjelent kötetből/
- Lea-Katharina Steller, Ferdinand Blumentritt /1853-1913/. In: Series of the Collections for Research into Sudeten German Minority. I. Szentendre, 2006
- A Blumentritt család